# Campeonato de Fórmula Truck de 2003
O Campeonato de Fórmula Truck de 2003 foi a oitava temporada de Fórmula Truck, realizada pela Confederação Brasileira de Automobilismo.
O campeão foi o piloto paranaense Wellington Cirino, com um caminhão Mercedes-Benz, sendo bicampeão. O vice foi Renato Martins.